# 日根野駅
日根野駅（ひねのえき）は、大阪府泉佐野市日根野にある、西日本旅客鉄道（JR西日本）の駅である。

## 概要
当駅の所属線である阪和線と、当駅を起点とする関西空港線の分岐駅であり、阪和線の要衝となっている。当駅の南東に車両基地（吹田総合車両所日根野支所。旧日根野電車区）が設置されている。駅番号は阪和線がJR-R45、関西空港線がJR-S45。事務管コードは▲621924。

## 歴史
- 1930年（昭和5年）6月16日：阪和電気鉄道の和泉府中駅 - 阪和東和歌山駅（現在の和歌山駅）間延伸により、日根野停留場として開業[1]。
- 1931年（昭和6年）3月3日：停留場から駅に格上げされ日根野駅となる（1月12日届出、3月3日認可）[1]。側線を新設し貨物取扱を開始[3]。
- 1934年（昭和9年）9月30日：貨物側線増設（前年12月7日届出、翌1月17日認可）[4]。
- 1940年（昭和15年）12月1日：阪和電気鉄道が南海鉄道に吸収合併され、南海山手線の駅となる[5]。
- 1944年（昭和19年）5月1日：戦時買収により国有化され、運輸通信省（国鉄）阪和線所属となる[5]。
- 1976年（昭和41年）7月1日：貨物の取り扱いを廃止[1]。
- 1984年（昭和59年）2月1日：荷物扱い廃止[1]。
- 1987年（昭和62年）4月1日：国鉄分割民営化により、西日本旅客鉄道（JR西日本）の駅となる[1][6]。
- 1993年（平成5年）7月1日：阪和線運行管理システム（初代）導入。
- 1994年（平成6年）
  - 6月15日：関西空港線の当駅 - 関西空港駅間が開業[7]。それを機に、当駅の位置づけが主要駅となる。
  - 9月4日：関西国際空港の開港に伴うダイヤ改正により南紀系統の特急（一部のみ）、快速列車（ライナーを除く）停車駅に昇格。
- 1997年（平成9年）3月8日：特急「はるか」がラッシュ時のみ停車するようになる。
- 1998年（平成10年）6月13日：自動改札機を設置し、供用開始[8]。
- 2003年（平成15年）11月1日：ICカード「ICOCA」の利用が可能となる[9]。
- 2009年（平成21年）10月26日：駅近くの民間駐車場、パーク24「タイムズ」日根野駅前第2と「パーク&ICOCA」の使用を開始[10]。
- 2009年度 - 2011年度：バリアフリー化を実施[11]。既存の乗り換え用跨線橋のエレベーターに加え[12]、橋上駅舎とホームの間、橋上駅舎と東口駅前広場の間にエレベーターを新設。
- 2013年（平成25年）9月28日：阪和線運行管理システムを2代目のものに更新。
- 2018年（平成30年）3月17日：駅ナンバリングが導入され、使用を開始。
- 2020年（令和2年）3月14日：特急「くろしお」の全列車停車駅となる[13]。

## 駅構造
島式ホーム2面4線（有効長は9両）を持つ待避設備がある地上駅で、橋上駅舎を有する。駅の和歌山寄りの部分はカーブ上にある。
改札口および橋上駅舎のある跨線橋には、各ホームに1基ずつと、改札外東側に1基、それぞれエレベーターがあり、さらにホーム中央部には、1・2番のりばと3・4番のりばを行き来するために設けられた、エレベーターつきの跨線橋がある。
関西空港線の0キロポストは、駅ホームと駅南側の踏切道とのほぼ中間付近、上下線の間に設置。
関西空港駅が管理している直営駅で、ICカード「ICOCA」を利用することができる（相互利用可能ICカードはICOCAの項を参照）。

### のりば
| のりば | 路線       | 方向       | 行先                 | 備考             |
| ------ | ---------- | ---------- | -------------------- | ---------------- |
| 1・2   | 阪和線     | 下り       | 和泉砂川・和歌山方面 | 一部3番のりば    |
| 1・2   | 関西空港線 | 関西空港線 | 関西空港方面         | 一部3番のりば    |
| 3・4   | 阪和線     | 上り       | 鳳・天王寺・大阪方面 | 一部1・2番のりば |

- 2・4番のりばが本線、1・3番のりばが待避線である。

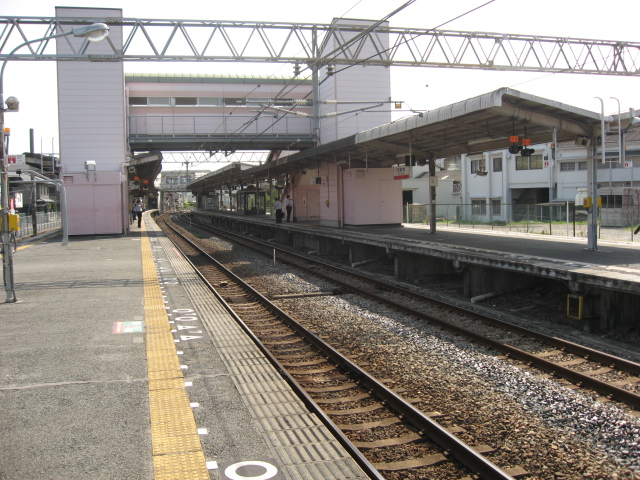
ホーム（2007年9月）
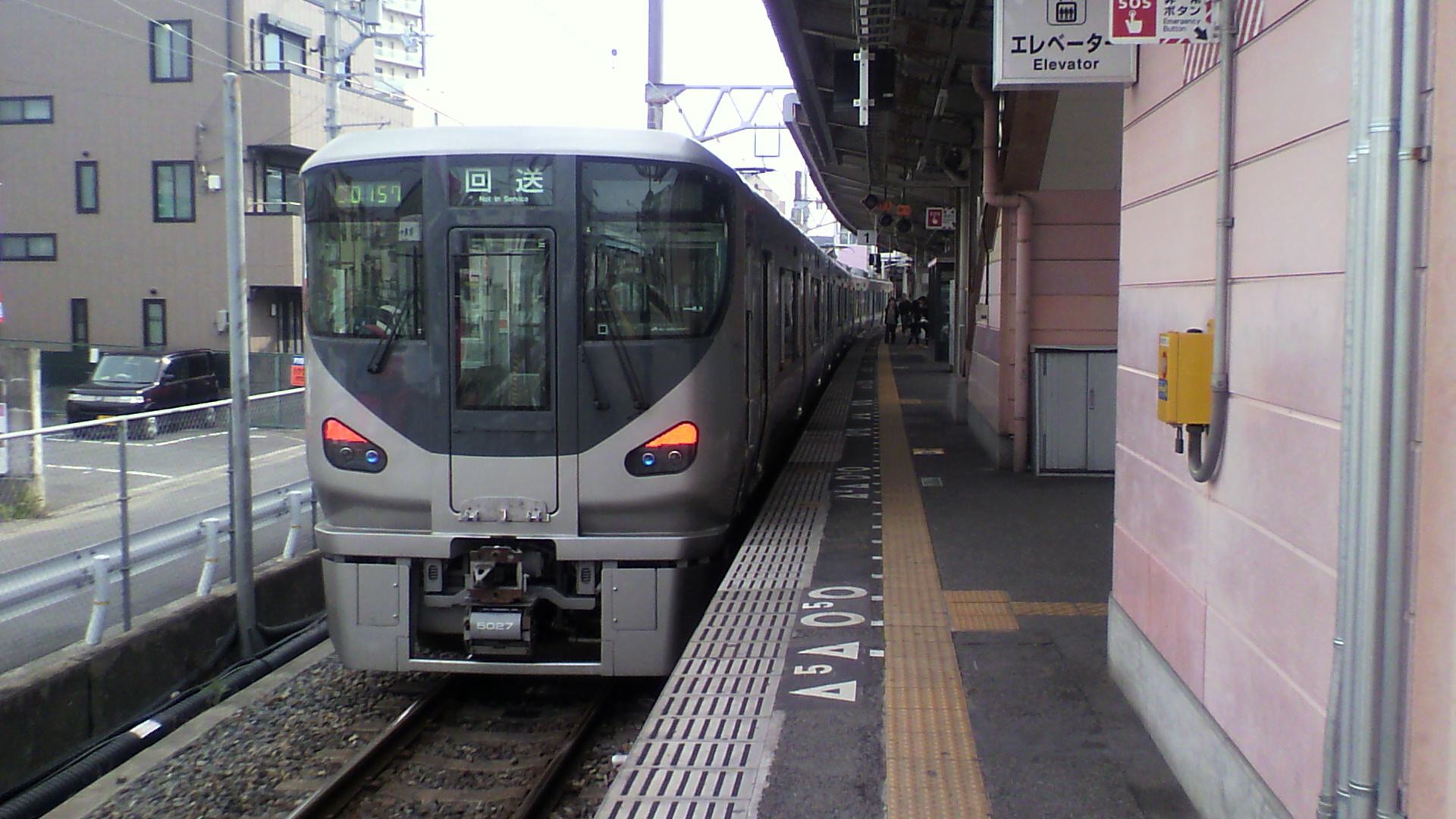
1番線に停車する225系（2012年4月）

### 配線図
| ← 阪和線 天王寺方面 ← 南海本線 難波方面 | 日根野駅・長滝駅・泉佐野駅・羽倉崎駅・りんくうタウン駅・関西空港駅 配線略図 | → 阪和線 和歌山方面 → 南海本線 和歌山市方面 |
| 凡例 出典:                              |                                                                             |                                             |

## ダイヤ
日中時間帯は天王寺方面への関空・紀州路快速、関西空港方面の関空快速、和歌山方面の紀州路快速が毎時4本ずつ停車する。朝ラッシュ及び夕ラッシュ時には本数が多くなり、当駅を始発・終着とする快速や区間快速、普通電車が多数設定されている。
国鉄時代は当駅折り返しおよび車庫への出入りを伴う快速を除いて基本的に快速・特急列車は通過していたが、国鉄分割民営化後の1994年（平成6年）に関西国際空港が開港し関西空港線が開通。それを機に当駅の位置づけが主要駅に変わり全快速電車の停車駅に昇格した。
関空開港後は大阪・京橋方面の快速が停車するほか、当駅 - 関西空港駅間のシャトル（各駅停車）が朝晩に運行されており、開港以前に比べると大幅に利便性が改善された。またラッシュ時間帯には一部の特急「はるか」が停車している他特急「くろしお」は、2020年3月14日から全列車停車している。当駅で関空快速・紀州路快速や、関西空港駅からの直通快速および、一部の和歌山駅発着の快速は連結・切り離し作業を行う。天王寺駅発着の快速・普通の約半数が当駅で折り返すため、和歌山方面行きの電車はこの駅を境に本数が半減する。
当駅始発の天王寺・大阪方面の上り電車は主に1番のりばか3番のりばから、また数は少ないが2番のりばから発車している（ホームで直接折り返すか吹田総合車両所日根野支所からの出庫となる）。関西空港線シャトル列車は基本的に3番のりばで折り返す。そのほか天王寺方面行きの当駅始発電車が1番のりばに停車している場合、和歌山方面の下り電車が3番のりばに停車する設定がある。このため一部の天王寺方面行きは1・2番のりばを、同じく一部の和歌山方面および関西空港行きは3番のりばを使用する。一部の下り電車（主に手前の熊取駅で快速列車または特急列車を待避した普通）は1番のりばを利用して交互着発を行うことがある。
また3番のりばで関空快速・紀州路快速が併結作業している間に、4番のりばを特急列車が通過（あるいは停車後に先発）していくことがある。なお誘導信号機が3番のりばにしか設置されていないため信号の関係上、当駅で車両連結を行う電車は特急列車の接続・通過待ちの有無に関わらず全て3番のりばを使用する。
関西空港線が開業してから暫くの間は、和歌山行きおよび関西空港行きの多くの電車を3番のりばに停車させ、3・4番のりばの同一ホーム上で和歌山方面と関西空港方面の対面乗り換えができるように配慮していたが、1999年5月10日のダイヤ改正で関空快速・紀州路快速の併結運転が開始されて以降この取り扱いは行われなくなった。

## 利用状況
2023年（令和5年）度の1日平均乗車人員は7,559人である。平成以降ほぼ一貫して増加傾向であり、特に関西空港線が開業した1990年代中盤には大幅な増加がみられた。一方で現在でも阪和線の他の快速停車駅と比べると低水準である。
ラッシュ時には一部の快速の始発駅であり特急が止まることもあって和歌山県北部（紀の川市・岩出市など）から駅周辺の駐車場を利用する通勤利用者も多い。
各年度の1日の平均乗車人員は以下の通りである。
| 年度               | 1日平均 乗車人員 | うち定期 | 定期率 | 出典          |
| ------------------ | ---------------- | -------- | ------ | ------------- |
| 1988年（昭和63年） | 2,533            | 2,070    | 81.7%  | [ 大阪府 1 ]  |
| 1989年（平成元年） | 2,671            | 2,158    | 80.8%  | [ 大阪府 1 ]  |
| 1990年（平成02年） | 2,782            | 2,224    | 79.9%  | [ 大阪府 2 ]  |
| 1991年（平成03年） | 2,858            | 2,264    | 79.2%  | [ 大阪府 3 ]  |
| 1992年（平成04年） | 2,965            | 2,368    | 79.9%  | [ 大阪府 4 ]  |
| 1993年（平成05年） | 3,018            | 2,389    | 79.2%  | [ 大阪府 5 ]  |
| 1994年（平成06年） | 3,482            | 2,626    | 75.4%  | [ 大阪府 6 ]  |
| 1995年（平成07年） | 4,838            | 3,385    | 70.0%  | [ 大阪府 7 ]  |
| 1996年（平成08年） | 5,602            | 4,089    | 73.0%  | [ 大阪府 8 ]  |
| 1997年（平成09年） | 5,858            | 4,289    | 73.2%  | [ 大阪府 9 ]  |
| 1998年（平成10年） | 5,995            | 4,380    | 73.1%  | [ 大阪府 10 ] |
| 1999年（平成11年） | 6,012            | 4,381    | 72.9%  | [ 大阪府 11 ] |
| 2000年（平成12年） | 6,295            | 4,587    | 72.9%  | [ 大阪府 12 ] |
| 2001年（平成13年） | 6,684            | 4,882    | 73.0%  | [ 大阪府 13 ] |
| 2002年（平成14年） | 6,809            | 4,989    | 73.3%  | [ 大阪府 14 ] |
| 2003年（平成15年） | 6,994            | 5,111    | 73.1%  | [ 大阪府 15 ] |
| 2004年（平成16年） | 7,112            | 5,247    | 73.8%  | [ 大阪府 16 ] |
| 2005年（平成17年） | 7,144            | 5,268    | 73.7%  | [ 大阪府 17 ] |
| 2006年（平成18年） | 7,356            | 5,445    | 74.0%  | [ 大阪府 18 ] |
| 2007年（平成19年） | 7,506            | 5,582    | 74.4%  | [ 大阪府 19 ] |
| 2008年（平成20年） | 7,687            | 5,713    | 74.3%  | [ 大阪府 20 ] |
| 2009年（平成21年） | 7,669            | 5,747    | 74.9%  | [ 大阪府 21 ] |
| 2010年（平成22年） | 7,803            | 5,853    | 75.0%  | [ 大阪府 22 ] |
| 2011年（平成23年） | 7,865            | 5,963    | 75.8%  | [ 大阪府 23 ] |
| 2012年（平成24年） | 7,942            | 5,988    | 75.4%  | [ 大阪府 24 ] |
| 2013年（平成25年） | 8,138            | 6,144    | 75.5%  | [ 大阪府 25 ] |
| 2014年（平成26年） | 8,093            | 6,077    | 75.1%  | [ 大阪府 26 ] |
| 2015年（平成27年） | 8,446            | 6,308    | 74.7%  | [ 大阪府 27 ] |
| 2016年（平成28年） | 8,512            | 6,343    | 74.5%  | [ 大阪府 28 ] |
| 2017年（平成29年） | 8,630            | 6,447    | 74.7%  | [ 大阪府 29 ] |
| 2018年（平成30年） | 8,792            | 6,581    | 74.9%  | [ 大阪府 30 ] |
| 2019年（令和元年） | 8,816            | 6,635    | 75.3%  | [ 大阪府 31 ] |
| 2020年（令和02年） | 6,550            | 5,182    | 79.1%  | [ 大阪府 32 ] |
| 2021年（令和03年） | 6,695            | 5,252    | 78.4%  | [ 大阪府 33 ] |
| 2022年（令和04年） | 7,298            | 5,551    | 76.1%  | [ 大阪府 34 ] |
| 2023年（令和05年） | 7,559            | 5,636    | 74.6%  | [ 大阪府 35 ] |

## 駅周辺
- 吹田総合車両所日根野支所

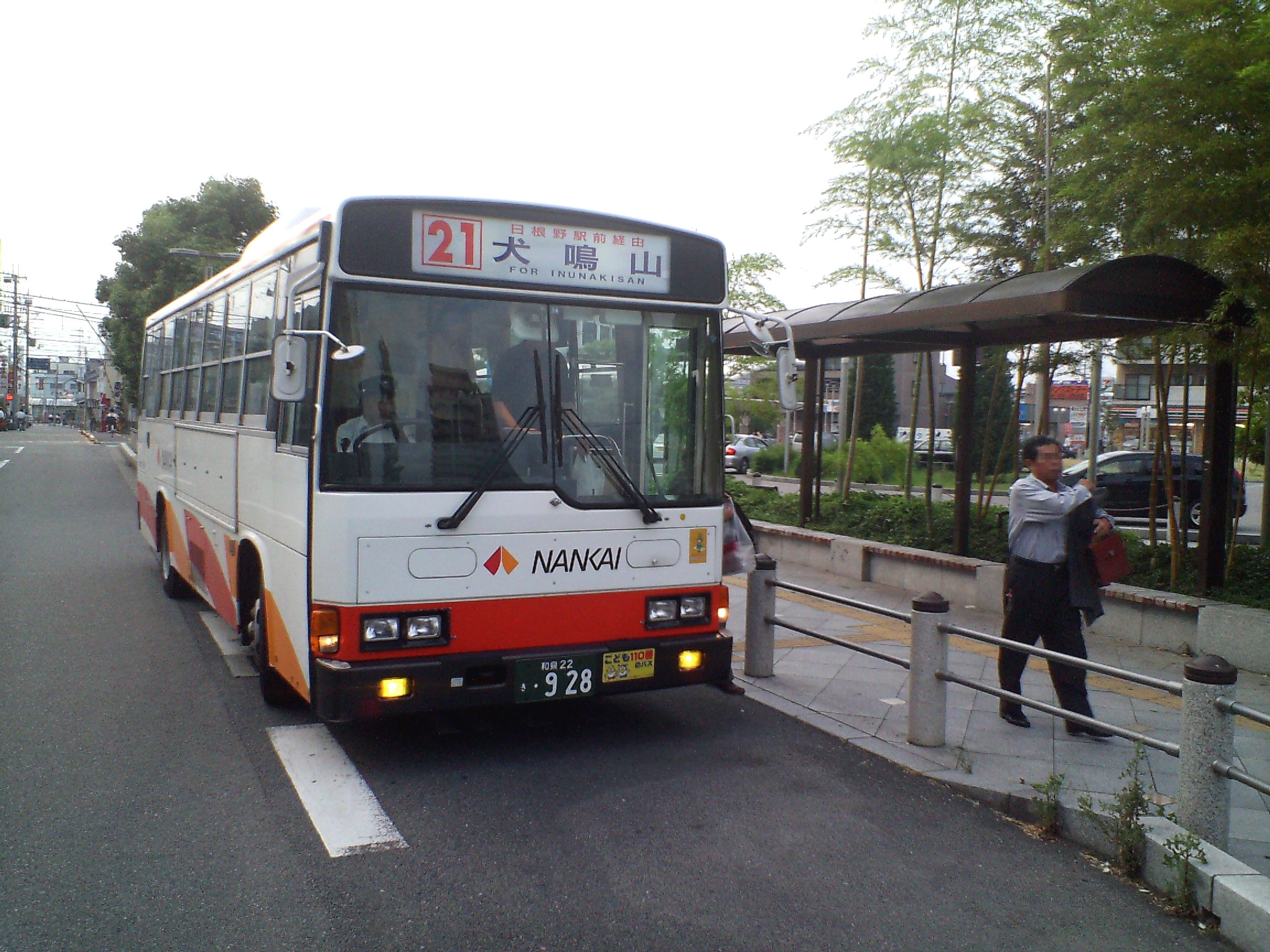
駅前の南海ウイングバス乗り場（2007年6月）

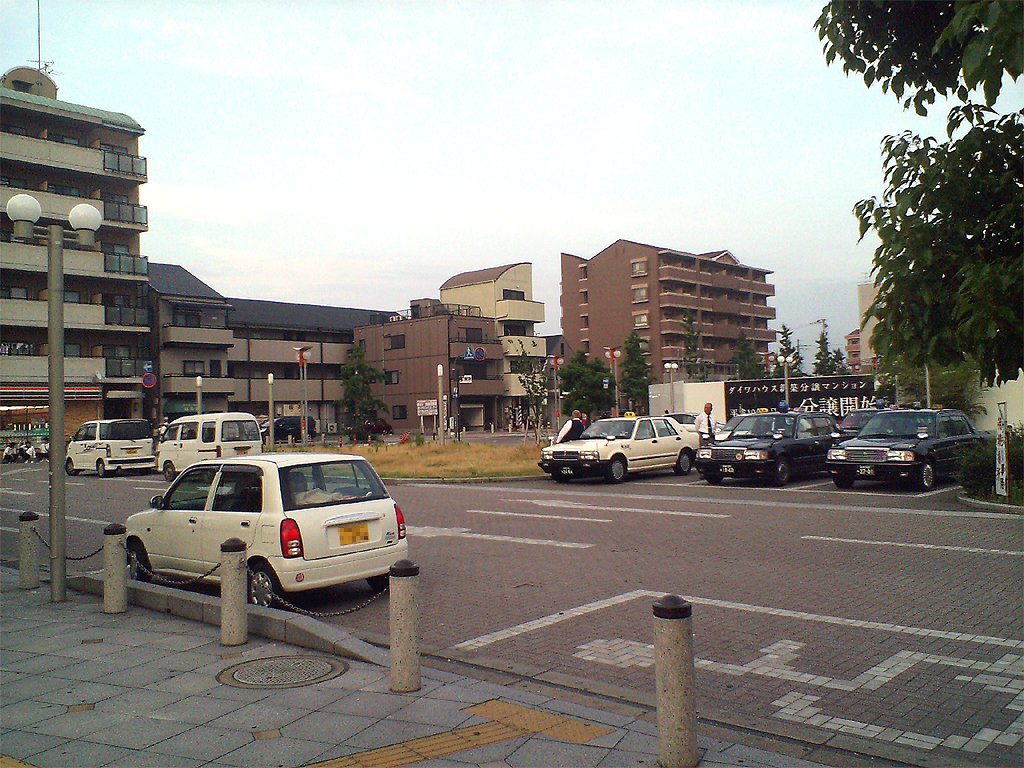
駅前のタクシー乗り場（2007年6月）

- 大阪関西エアポートホテル（旧　関空ジョイテルホテル）
- イオンモール日根野（黒崎窯業工場跡地）
- ABCハウジング 泉佐野住宅公園
- 大阪観光大学
- 大阪府立日根野高等学校
- 大阪府立佐野高等学校
- 大阪泉州農業協同組合本店・泉佐野中央支店
- 池田泉州銀行日根野支店・長滝駅前支店
- 泉佐野税務署
- 国道481号
- 慈眼院 - 国史跡、多宝塔が国宝
- 日根神社 - 式内大社。
- 総福寺天満宮 - 境内の天満宮社殿が国の重要文化財
- 七宝瀧寺 - 犬鳴山　真言宗犬鳴派本山
- 日根荘大木の農村景観 - 大阪府初の重要文化的景観　日本遺産
- 禅徳寺 - 大木地区

### バス路線
駅前には、バスターミナルが設置されており、そこから、南海ウイングバスやタクシーが発着している。
- 721系統・722系統・723系統：犬鳴山方面
- 731系統：大阪観光大学
- 721系統・722系統・723系統・724系統・731系統：泉佐野駅

## 隣の駅
西日本旅客鉄道（JR西日本）
 阪和線
- 特急「くろしお」停車駅

■快速・■直通快速・■紀州路快速（紀州路快速は朝の下りの一部のみ）
熊取駅 (JR-R44) - 日根野駅 (JR-R45) - 和泉砂川駅 (JR-R48)
■紀州路快速・■区間快速・■普通
熊取駅 (JR-R44) - 日根野駅 (JR-R45) - 長滝駅 (JR-R46)
 関西空港線
- 関空特急「はるか」一部停車駅

■関空快速・■直通快速
熊取駅 (JR-R44)(阪和線)  - 日根野駅 (JR-R45/JR-S45) - りんくうタウン駅 (JR-S46)
■シャトル（普通）
日根野駅 (JR-S45) - りんくうタウン駅 (JR-S46)

### 記事本文

### 利用状況
1. ↑  大阪府統計年鑑 - 大阪府

大阪府統計年鑑
1. 1 2  大阪府統計年鑑（平成2年） (PDF)
2. ↑  大阪府統計年鑑（平成3年） (PDF)
3. ↑  大阪府統計年鑑（平成4年） (PDF)
4. ↑  大阪府統計年鑑（平成5年） (PDF)
5. ↑  大阪府統計年鑑（平成6年） (PDF)
6. ↑  大阪府統計年鑑（平成7年） (PDF)
7. ↑  大阪府統計年鑑（平成8年） (PDF)
8. ↑  大阪府統計年鑑（平成9年） (PDF)
9. ↑  大阪府統計年鑑（平成10年） (PDF)
10. ↑  大阪府統計年鑑（平成11年） (PDF)
11. ↑  大阪府統計年鑑（平成12年） (PDF)
12. ↑  大阪府統計年鑑（平成13年） (PDF)
13. ↑  大阪府統計年鑑（平成14年） (PDF)
14. ↑  大阪府統計年鑑（平成15年） (PDF)
15. ↑  大阪府統計年鑑（平成16年） (PDF)
16. ↑  大阪府統計年鑑（平成17年） (PDF)
17. ↑  大阪府統計年鑑（平成18年） (PDF)
18. ↑  大阪府統計年鑑（平成19年） (PDF)
19. ↑  大阪府統計年鑑（平成20年） (PDF)
20. ↑  大阪府統計年鑑（平成21年） (PDF)
21. ↑  大阪府統計年鑑（平成22年） (PDF)
22. ↑  大阪府統計年鑑（平成23年） (PDF)
23. ↑  大阪府統計年鑑（平成24年） (PDF)
24. ↑  大阪府統計年鑑（平成25年） (PDF)
25. ↑  大阪府統計年鑑（平成26年） (PDF)
26. ↑  大阪府統計年鑑（平成27年） (PDF)
27. ↑  大阪府統計年鑑（平成28年） (PDF)
28. ↑  大阪府統計年鑑（平成29年） (PDF)
29. ↑  大阪府統計年鑑（平成30年） (PDF)
30. ↑  大阪府統計年鑑（令和元年） (PDF)
31. ↑  大阪府統計年鑑（令和2年） (PDF)
32. ↑  大阪府統計年鑑（令和3年） (PDF)
33. ↑  大阪府統計年鑑（令和4年） (PDF)
34. ↑  大阪府統計年鑑（令和5年） (PDF)
35. ↑  大阪府統計年鑑（令和6年） (PDF)